# Terasa Słończa
Terasa Słończa – mikroregion fizycznogeograficzny (314.832) w północnej Polsce, w gminie Dąbrowa Chełmińska, stanowiący południowo-wschodnią część Doliny Fordońskiej. 

## Położenie
Mikroregion występuje w obrębie przełomowego odcinka Doliny Fordońskiej. Obejmuje zalesione terasy rzeczne doliny Wisły, na wschodnim jej zboczu, między Rafą, a Czarżem, gdzie dolina stopniowo się poszerza. Następnym regionem jest poszerzenie Basenu Unisławskiego. 

## Charakterystyka
Obszar ten został ukształtowany przez erozyjną działalność wód glacjalnych i rzecznych. Wydziela się tu trzy erozyjne i erozyjno-akumulacyjne poziomy terasowe (II, IV i V). Warstwy powierzchniowe budują piaski różnych frakcji (przeciętnie 2 - 5 m) podścielone gliną morenową, zaś na głębokości kilkunastu metrów występują osady trzeciorzędowe (iły, pyły, piaski). Na terasie IV występuje rynna subglacjalna z jeziorem Skrzynka. Jest ona wypełniona namułami oraz torfem, a ponadto istnieją w jej obrębie pagórki kemowe zbudowane z piasków i mułków. 
W części północnej terasa uległa zwydmieniu i w konsekwencji występuje tu kilka wałów wydmowych o wysokości względnej 4 - 6 m, rozdzielonych obniżeniami deflacyjnymi. 
Terasa Słończa jest prawie w całości zalesiona. W rynnie jez. Skrzynka występuje olsza czarna, na pozostałym obszarze dominuje sosna zwyczajna. Siedliskowo przeważa bór świeży. W części północno-wschodniej występują uboższe stanowiska boru suchego, natomiast w części po południowo-wschodniej przeważają siedliska grądowe. Na południe od jez. Skrzynka dużą powierzchnię zajmują siedliska boru mieszanego.
Mikroregion w całości leży na obszarze Zespołu Parków Krajobrazowych Chełmińskiego i Nadwiślańskiego.